# 有冨正憲
有冨 正憲（ありとみ まさのり、1947年 - ） は、日本の原子力工学者。東京工業大学名誉教授。元内閣官房参与。元日本混相流学会会長。

## 人物・経歴
埼玉県出身。1970年東京工業大学工学部機械工学科卒業。1972年東京工業大学大学院理工学研究科原子核工学専攻修士課程修了。1975年東京工業大学大学院理工学研究科原子核工学専攻博士課程単位取得中退、東京工業大学原子炉工学研究所助手。1977年東京工業大学大学院理工学研究科原子核工学専攻博士課程修了。青木成文に師事。
1983年東京工業大学原子炉工学研究所助教授。1997年東京工業大学原子炉工学研究所教授。2001年日本原子力学会理事。2004年日本混相流学会会長。2005年日本機械学会動力エネルギーシステム部門長。2007年東京工業大学原子炉工学研究所長。2011年東京工業大学卓越教授。同年には菅直人内閣総理大臣により内閣官房参与に任じられ、福島第一原子力発電所事故対応に関する助言を行った。2013年定年退職、東京工業大学名誉教授。のち東京都市大学理工学部教授、エネルギー総合工学研究所理事。2022年いちごSi首席顧問。
国土交通省運搬船技術顧問会顧問 日本原子力産業協会放射性物質の輸送・貯蔵に係る専門委員会委員長、原子力安全技術センター評議員なども務めた。毎日新聞の記事により名誉棄損を受けたとして損害賠償請求を行い、2015年には東京地方裁判所（松井英隆裁判長）が、核燃料輸送容器メーカーのために日本原子力学会の審議を歪めた事実はないとし、毎日新聞社による名誉毀損を認定し、165万円の損害賠償請求が認められた。同年東京高等裁判所（柴田寛之裁判長）における控訴審でも、名誉棄損が認められた。

## 著書
- 『諸外国の原子力事情 5 : 使用済燃料の中間貯蔵施設の現状について』エネルギー情報研究会議 2005年
- 『核燃料物質等の安全輸送の基礎』（内野克彦, 志村重孝と共著）ERC出版 2007年
- 『今、原子力研究者・技術者ができること』（編著）培風館 2012年

## 受賞
- 1970年 日本航空協会日本航空学術賞[4]
- 1978年 日本原子力学会日本原子力学奨励賞[4]
- 2000年 科学技術庁長官賞原子力安全功労者表彰[4]
- 2015年 日本機械学会動力エネルギーシステム部門部門賞（功績賞）[16]